# Radu Mihai Păcurar
Radu Mihai Păcurar (* 6. September 2001) ist ein rumänischer Skispringer.

## Werdegang
Radu Mihai Păcurar startete international erstmals im FIS-Cup, und zwar im Rahmen zweier Wettbewerbe in Râșnov am 21. und 22. Februar 2014, bei denen er die Plätze 35 und 33 belegte. Seitdem nimmt regelmäßig an weiteren FIS-Cup-Wettbewerben teil; seine beste Platzierung bisher (Stand März 2020) waren zwei 27. Plätze. Păcurar debütierte im Rahmen der Beskiden-Tour 2017 am 18. August 2017 in Szczyrk im Continental Cup, wo er den 74. Platz belegte. Seitdem folgen regelmäßig weitere Starts, eine Top-30-Platzierung und damit Continental-Cup-Punkte konnte er bislang jedoch nicht erreichen.
Bei den Nordischen Skiweltmeisterschaften 2019 in Seefeld in Tirol konnte er sich als 58. nicht für den Einzelwettbewerb qualifizieren. Im Mixed-Teamwettbewerb belegte er gemeinsam mit Andreea Diana Trâmbițaș, Daniela Haralambie und Hunor Farkas den zwölften und vorletzten Platz.
Bei den Rumänischen Meisterschaften 2019 in Râșnov gewann Păcurar im Teamwettbewerb von der Mittelschanze zusammen mit Mircea Jipescu und Daniel Cacina die Goldmedaille.